# Фантомы (фильм, 1998)
«Фантомы» (англ. Phantoms) — американский фильм ужасов/триллер режиссёра Джо Чеппела по сценарию писателя Дина Кунца, положившего в основу свой роман 1983 года «Фантомы». В США фильм собрал $5 624 282. Премьера фильма состоялась 23 января 1998 года.

## Сюжет
Две сестры Дженифер и Лиза Пэйли приезжают в небольшой городок Сноуфилд в  Колорадо, находящийся в преддверии гор. Дженифер уже давно здесь проживает и работает врачом, её сестра же приехала отдохнуть от бесконечной спешки и шума большого города. Однако город не встретил сестёр радушно — он пуст. На своём пути по городу они находят несколько трупов, кроме того их преследуют телефонные звонки, в ответ на которые следует молчание. Некоторое время спустя сёстры встречают сотрудников полиции округа в лице шерифа Брайса Хэммонда и его помощников Стью Уоргла и Стива Шэннинга. Полицейские также не знают причин опустения города. Вместе они начинают бродить по городу пытаясь выяснить причины исчезновения людей. Также шериф сообщает о случившемся по радио вышестоящим властям, в результате чего под вечер в город приезжает учёный-уфолог Тимоти Флайт в сопровождении вооружённых людей. Вызов этого учёного также окутан тайной — его имя компания в городе увидела написанным помадой на стекле в одном из номеров гостиницы. Учёный начинает свои исследования и вскоре сталкивается с необыкновенной силы явлением, погубившим практически всех прибывших военных и весь исследовательский состав.

## В ролях
| Актёр         | Роль                                |
| ------------- | ----------------------------------- |
| Джоанна Гоинг | Дженнифер Пэйли                     |
| Роуз Макгоуэн | Лиза Пэйли                          |
| Бен Аффлек    | шериф Брайс Хэммонд                 |
| Лев Шрайбер   | помощник шерифа Стюарт "Стью" Уоргл |
| Никки Кэт     | помощник шерифа Стив Шэннинг        |
| Питер О’Тул   | доктор Тимоти Флайт                 |

## Технические данные
- Фильмокопия: Kodak 35mm
- Звук: Dolby Digital 5.1
- Рейтинг MPAA: R